# Androgen
Một androgen (từ tiếng Hy Lạp andr-, gốc của từ có nghĩa là "người đàn ông") là bất kỳ hoocmon steroid tự nhiên hoặc tổng hợp nào điều chỉnh sự phát triển và duy trì các đặc tính nam ở động vật có xương sống bằng cách liên kết với các thụ thể androgen. Điều này bao gồm sự phát triển phôi thai của các cơ quan sinh dục nam chính và sự phát triển của các đặc điểm giới tính thứ cấp nam ở tuổi dậy thì. Các androgen được tổng hợp trong tinh hoàn, buồng trứng và tuyến thượng thận.
Androgens tăng ở cả bé trai và bé gái trong giai đoạn dậy thì. Androgen chủ yếu ở nam giới là testosterone. Dihydrotestosterone (DHT) và androstenedione có tầm quan trọng như nhau trong sự phát triển của nam giới. DHT trong tử cung gây ra sự biệt hóa của dương vật, bìu và tuyến tiền liệt. Ở tuổi trưởng thành, DHT góp phần vào việc hói đầu, tăng trưởng tuyến tiền liệt và hoạt động của tuyến bã nhờn.
Mặc dù androgen thường chỉ được coi là hormone giới tính nam, nữ cũng có chúng, nhưng ở mức độ thấp hơn: chúng hoạt động trong ham muốn tình dục và hưng phấn tình dục. Ngoài ra, androgen là tiền chất của estrogen ở cả nam và nữ.
Ngoài vai trò là hormone tự nhiên, androgen được sử dụng làm thuốc; để biết thông tin về androgen dưới dạng thuốc, hãy xem liệu pháp thay thế androgen và các sản phẩm steroid đồng hóa.